# Gabriel Martinelli
Gabriel Teodoro Martinelli Silva (n. 18 iunie 2001, Guarulhos, Brazilia), cunoscut sub numele de Gabriel Martinelli, este un fotbalist profesionist brazilian, care joacă pe postul de atacant la Arsenal FC din Premier League și este internațional la echipa națională a Braziliei.
Născut și crescut în Guarulhos, Martinelli și-a început cariera de club senior jucând pentru Ituano, înainte de a semna pentru Arsenal în iulie 2019, la vârsta de 18 ani.
La nivel internațional, Martinelli reprezintă Brazilia sub 23 de ani . A ajutat Brazilia să câștige un aur olimpic la fotbal masculin la Jocurile Olimpice de vară din 2020 . Și-a făcut debutul la seniori în 2022 și a făcut parte din lotul Braziliei la Campionatul Mondial de Fotbal 2022.

## Carieră

### Ituano
Născut în Guarulhos, São Paulo, Martinelli și-a început cariera în 2010, jucând pentru echipa de futsal a lui Corinthians.  După ce a făcut o descoperire pe terenurile de fotbal, s-a mutat la Ituano în 2015, având probe ulterioare la Manchester United și Barcelona. 
Pe 4 noiembrie 2017, Martinelli a semnat primul său contract profesionist până în octombrie 2022.  Și-a făcut debutul profesionist pe 17 martie din anul următor, înlocuind-ul pe golgheterul Claudinho, într-o victorie cu 2-1 în deplasare din Campeonato Paulista împotriva lui São Bento; la vârsta de 16 ani și nouă luni, a devenit cel mai tânăr jucător care a jucat pentru club în secol. 
Martinelli a marcat primul său gol la seniori pe 8 septembrie 2018, înregistrând al doilea într-o victorie cu 4-1 în fața lui Taboão da Serra în Copa Paulista.  Promovat definitiv la prima echipă pentru Campeonato Paulista 2019, a marcat șase goluri în timpul competiției, fiind cel mai bun marcator al clubului în sferturile de finală; cele mai importante au inclus o dublă într-o victorie cu 3-0 în deplasare împotriva lui Bragantino pe 15 martie 2019.

### Arsenal
Martinelli a atras interesul a mai multor cluburi, dar a semnat un contract pe termen lung cu Arsenal din Premier League la 2 iulie 2019, pentru o sumă raportată de 6 milioane de lire sterline.  Deținând un pașaport italian, Martinelli nu a fost supus criteriilor de control necesare cluburilor engleze pentru a semna jucători sud-americani.  A călătorit cu prima echipă a lui Arsenal la turneul lor de pre-sezon în Statele Unite .  Acolo, a marcat un gol la debutul său non-competitiv, într-o victorie de pre-sezon cu 3-0 împotriva lui Colorado Rapids pe 16 iulie.  Planul convenit inițial pentru Martinelli era ca el să joace pentru echipa de rezerve și academie în primul său sezon, apoi să fie integrat încet de la echipa sub-23 în lotul primei echipe mai târziu. Cu toate acestea, pre-sezonul impresionant și calitatea antrenamentelor lui Martinelli a încurajat-o pe Arsenal că ar putea fi pregătit pentru integrarea imediată în prima echipă. 

#### 2019–2022: sezon de debut
Martinelli și-a făcut debutul în Premier League pe 11 august 2019, într-o victorie cu 1-0 împotriva lui Newcastle United, intrând în minutul 84 ca înlocuitor al lui Henrikh Mkhitaryan.  Pe 24 septembrie, Martinelli a marcat o dublă în primul său meci competitiv ca titular pentru echipă, într-o victorie cu 5-0 asupra echipei din Championship, Nottingham Forest, în Cupa EFL. Performanța sa a primit laude de la antrenorul principal Unai Emery, care a spus: „Îi este foame să aibă ocazia să ne ajute, este foarte umil, luptă. I-am spus să aibă puțină răbdare pentru oportunitatea lui de a face ceea ce își dorește. El a făcut asta. A meritat-o”. 
Martinelli a început al doilea meci ca titular pentru Arsenal într-o victorie cu 4-0 pe teren propriu împotriva lui Standard Liège în UEFA Europa League, pe 4 octombrie, în care a marcat o altă dublă.  Martinelli a continuat să înscrie, reușind egalarea într-o victorie cu 3–2 pe teren propriu împotriva lui Vitória Guimarães pe 24 octombrie, cu o altă lovitură de cap.  În runda a patra a Cupei Ligii, pe 30 octombrie, Martinelli a înregistrat o dublă într-o remiză de 5–5 cu Liverpool și-a transformat, de asemenea, penalty-ul la loviturile de departajare, pe care Arsenal a pierdut-o în cele din urmă.  Drept urmare, a devenit primul jucător care a marcat de patru ori în primele patru meciuri ca titular de la Ian Wright.   Performanța lui Martinelli a primit laude de la managerul lui Liverpool, Jürgen Klopp, care l-a etichetat „talentul secolului”. 

## Carieră internațională
Martinelli s-a născut în Brazilia și este de origine italiană prin tatăl său;  deține dublă cetățenie braziliană-italiană.  Pe 20 mai 2019, Martinelli a fost convocat de managerul echipei naționale a Braziliei, Tite, pentru a finaliza antrenamentul pregătitor pentru Copa América 2019.  În noiembrie 2019, Martinelli a apărut pentru echipa sub 23 de ani a Braziliei la Festivalul Internațional de Fotbal United din Spania. 
Pe 2 iulie 2021, Martinelli a fost convocat în echipa Braziliei pentru Jocurile Olimpice de vară din 2020.  Pe 3 august, Martinelli a marcat al doilea penalty al Braziliei pentru a ajuta-o să învingă Mexicul în semifinala olimpică, înainte de a deveni medaliat cu aur după ce Brazilia a învins Spania în finală patru zile mai târziu. 
A fost inclus în lotul de 25 de jucători ai Braziliei pe 11 martie 2022 pentru preliminariile Cupei Mondiale FIFA 2022 împotriva lui Chile și Bolivia.   Martinelli și-a făcut debutul internațional după ce a ieșit de pe bancă pentru al înlocui pe Vinícius Júnior jucând ultimele 14 minute din victoria Braziliei cu 4-0 împotriva lui Chile pe stadionul Maracana.  
La 7 noiembrie 2022, Martinelli a fost convocat în lotul Braziliei pentru Campionatul Mondial de Fotbal 2022 din Qatar. 

## Palmares
Arsenal
- Cupa FA : 2019–20

Brazilia U23
- Jocurile Olimpice de vară : 2020 [32]

Individual
- Campeonato Paulista Jucătorul Tânăr al Anului: 2019 [33]
- Echipa Anului Campeonato Paulista: 2019 [34]